# Liber Abaci

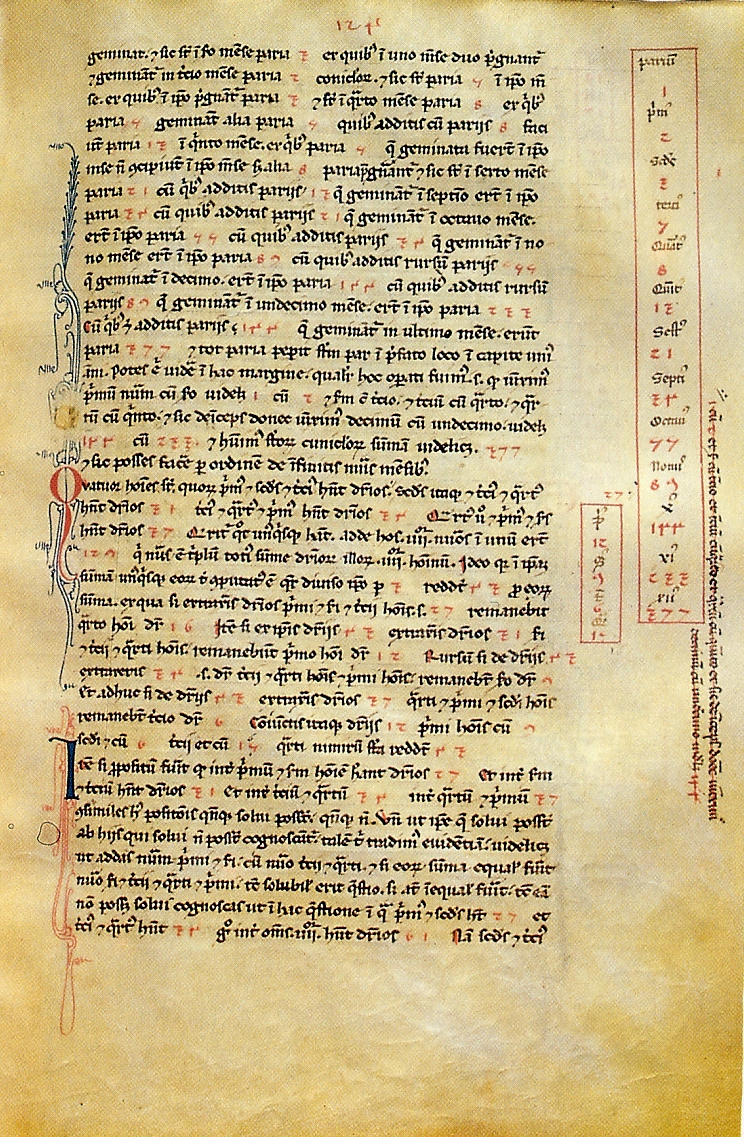
Una pàgina del Liber Abaci de la Biblioteca Nazionale di Firenze

Liber abaci (1202) és un llibre històric sobre aritmètica escrit per Leonardo de Pisa, més conegut com a Fibonacci. El seu títol té dues traduccions comunes: El llibre de l'àbac o El llibre del càlcul. En aquest treball, Fibonacci introdueix a Europa els nombres aràbics, els quals havia après quan va estudiar amb els àrabs mentre vivia al nord d'Àfrica amb el seu pare, Guglielmo Bonaccio, qui volia que ell es convertís en mercant.
El Liber abaci va ser dels primers llibres occidentals que descrigué els nombres aràbics; el primer va ser la Chronicon Albeldense, acabada el 976. Com que estava dirigit a comerciants i acadèmics, va començar a convèncer el públic de la superioritat del nou sistema numèric.

## Contingut delLiber Abaci
En aquest llibre Fibonacci explica el sistema de numeració posicional que va aprendre dels àrabs i també a llegir els nombres, va proposar agrupar els nombres grans de tres en tres per tal que fos més fàcil llegir-los. Les xifres que proposa per a poder escriure qualsevol nombre, i amb el que comença el seu llibre són les següents:
9 8 7 6 5 4 3 2 1
Diu que amb aquestes nou xifres i el signe 0 pot ser escrit tot nombre.
En els següents capítols tracta sobre la suma, la diferència, el producte i les divisions dels nombres i van explicant aquest algorismes usant les noves xifres.
Per a les fraccions defineix fins a quatre tipus diferents.
Després d'haver-les introduït ens ensenya a
multiplicar, dividir, sumar i restar-les, a més a més introdueix els nombres
mixtos.
Fins al capítol setè està ensenyant-nos a utilitzar els nombres introduïts i a operar amb ells. A partir del vuitè comença una nova branca del llibre de resolució de problemes mercantils que resol mitjançant regles de tres i regles de tres compostes. Els problemes mercantils deriven als de repartició de beneficis i aquests ràpidament als d'aliatges de metalls.
Acabats aquesta sèrie de problemes, Fibonacci comença a fer diferents problemes, començat amb la suma de progressions aritmètiques i explicant la fórmula general, seguit de la resolució de problemes d'aplicacions de les regles anteriors i de proporcionalitat de nombres introduint les progressions geomètriques. A partir d'aquí es dedica a resoldre un munt de problemes.
També conté la construcció dels nombres
perfectes segons Euclides(prop.36 del llibre IX dels Elements) i el nostre famós problema del conill que dona lloc a l'anomenada successió de Fibonacci. Problema que surt en un apartat per exercitar la memòria amb diferents tècniques.
Després ens explica la regal de la doble falsa
posició que aplicarà per resoldre diversos problemes algebraics.
A continuació té un capítol d'aproximació d'arrels quadrades i cúbiques.
El llibre acaba amb proporcions de nombre, problemes geomètrics i acaba introduint l'àlgebra d'al-Khwârizmî per resoldre problemes que deriven de la resolució d'equacions quadràtiques.